# Canton de Dzaoudzi
Le canton de Dzaoudzi est une division administrative française située dans le département de Mayotte et la région Mayotte.

## Histoire
Le décret du 18 mai 1977 crée les communes mahoraises et associe à chaque commune un canton.

## Représentation

### Représentation avant 2015
| Période                                  | Période | Identité       | Étiquette    | Qualité                                     |
| ---------------------------------------- | ------- | -------------- | ------------ | ------------------------------------------- |
| 2001                                     | 2015    | Saïd Omar Oili | SE puis Néma | Président du conseil général de 2004 à 2008 |
| Les données manquantes sont à compléter. |         |                |              |                                             |

### Représentation depuis 2015
| Période élective | Période élective | Mandat | Mandat   | Identité                  | Nuance | Nuance | Qualité |
| ---------------- | ---------------- | ------ | -------- | ------------------------- | ------ | ------ | --- |
| 2015             | 2021             | 2015   | 2021     | Fatima Souffou            |        | DVG    | 1re vice-présidente du conseil départemental de Mayotte (depuis 2015), membre du Nouvel Élan pour Mayotte                                                                                                |
| 2015             | 2021             | 2015   | 2021     | Issa Soulaïmana Mhidi     |        | DVG    | Maire de Dzaoudzi (2001-2008), membre du Nouvel Élan pour Mayotte |
| 2021             | 2028             | 2021   | en cours | Maymounati Moussa Ahamadi |        | DVG    | Directrice de la CRESS (Chambre régionale de l'économie sociale et solidaire) de Mayotte, membre du Nouvel Élan pour Mayotte                                                                             |
| 2021             | 2028             | 2021   | en cours | Ali Omar                  |        | DVG    | Ancien Directeur de la coopération décentralisée au conseil départemental 3e vice-président, Chargé de l'Administration générale, Transport et Transition écologique, membre du Nouvel Élan pour Mayotte |

À l'issue du 1er tour des élections départementales de 2015, trois binômes sont en ballotage : Fatima Souffou et Issa Soulaïmana Mhidi (DVG, 49,20 %), Ousseni Index et Claris Ramiandrason (DVG, 28,29 %) et Soyarta Mohamed et Ibrahim Salim (DVG, 22,51 %). Le taux de participation est de 54,32 % (2 308 votants sur 4 249 inscrits) contre 62,64 % au niveau départemental et 50,17 % au niveau national.
Au second tour, Fatima Souffou et Issa Soulaïmana Mhidi (DVG) sont élus avec 56,89 % des suffrages exprimés et un taux de participation de 63,16 % (1 721 voix pour 3 091 votants et 4 894 inscrits).

## Composition
Le décret du 18 mai 1977 crée le canton de Dzaoudzi, constitué de l'unique commune de Dzaoudzi. Le redécoupage des cantons pour 2015 ne modifie pas les limites de ce canton.

## Démographie

### Démographie avant 2015
| 2002   | 2007   | 2012   |
| ------ | ------ | ------ |
| 12 308 | 15 339 | 14 311 |

### Démographie depuis 2015
En 2017, le canton comptait 17 831 habitants.
| 2017   |
| ------ |
| 17 831 |